# Geestelijke Liederen
De bundel Geestelijke Liederen wordt sinds 1871 gebruikt in gemeenten van de Vergadering van gelovigen in Nederland en Vlaanderen. 
Kenmerkend is de vierstemmige zetting voor gemeentezang, vele congregaties zingen de liederen bovendien a capella. De eerste editie werd uitgegeven in Rotterdam door Hermanus Voorhoeve, en bevatte 147 liederen. Een herziene 19e druk werd in 2016 verzorgd door uitgeverij Daniël en bevat 327 liederen. Versies met 236 of 411 liederen worden uitgegeven door de stichting 'Uit het Woord der Waarheid'. 